# 기타오구니촌
기타오구니촌(北小国村)은 야마가타현 니시오키타마군에 있던 촌이다.

## 역사
- 1889년 4월 1일 - 정촌제 시행에 수반해 19촌이 합병해 기타오구니촌이 성립하였다. 19개촌이 큰폭으로 합병한 결과 면적이 넓은 촌이 되었다.
- 1954년 3월 31일 - 오구니정, 미나미오구니촌과 합병해, 새로운 오구니정이 성립해. 동일 기타오구니촌이 폐지되었다.